# Campeonato de Fórmula 2 de 2026
O Campeonato de Fórmula 2 de 2026 será a décima temporada do Campeonato de Fórmula 2 da FIA, um campeonato de automobilismo para automóveis de Fórmula 2 que é sancionado pela Federação Internacional de Automobilismo (FIA). Essa é uma categoria de monopostos que serve como o segundo nível de corridas de fórmulas no FIA Global Pathway. A categoria será disputada em apoio ao Campeonato Mundial de Fórmula 1 de 2026, com cada rodada ocorrendo em conjunto com um Grande Prêmio.

## Pilotos e equipes
Por ser uma categoria de monotipos, todos as equipes competirão com um chassi idêntico, todas as equipes competirão com um chassi Dallara F2 2024 idêntico com um motor turbo V6 com capacidade de 3,4 litros desenvolvido pela Mecachrome. Todas as equipes competirão com pneus fornecidos pela Pirelli.
Os seguintes pilotos e equipes estarão competindo no Campeonato de Fórmula 2 de 2026:
| Equipe                | N.º          | Piloto                 |
| --------------------- | ------------ | ---------------------- |
| AIX Racing            |              | Emerson Fittipaldi Jr. |
| AIX Racing            | Por anunciar |                        |
| ART Grand Prix        |              | Por anunciar           |
| ART Grand Prix        | Por anunciar |                        |
| Campos Racing         |              | Por anunciar           |
| Campos Racing         | Por anunciar |                        |
| DAMS Lucas Oil        |              | Por anunciar           |
| DAMS Lucas Oil        | Por anunciar |                        |
| Hitech TGR            |              | Por anunciar           |
| Hitech TGR            | Por anunciar |                        |
| Invicta Racing        |              | Por anunciar           |
| Invicta Racing        | Por anunciar |                        |
| MP Motorsport         |              | Por anunciar           |
| MP Motorsport         | Por anunciar |                        |
| Prema Racing          |              | Por anunciar           |
| Prema Racing          | Por anunciar |                        |
| Rodin Motorsport      |              | Por anunciar           |
| Rodin Motorsport      | Por anunciar |                        |
| Trident               |              | Por anunciar           |
| Trident               | Por anunciar |                        |
| Van Amersfoort Racing |              | Por anunciar           |
| Van Amersfoort Racing | Por anunciar |                        |

## Calendário
Os seguintes catorze eventos serão realizados como parte do calendário da Fórmula 2 de 2026:
| Etapa  | Circuito                                  | Corrida curta  | Corrida longa  |
| ------ | ----------------------------------------- | -------------- | -------------- |
| 1      | Circuito de Albert Park, Melbourne        | 6 de março     | 8 de março     |
| 2      | Circuito Internacional do Barém, Sakhir   | 10 de abril    | 12 de abril    |
| 3      | Circuito Corniche de Gidá, Gidá           | 17 de abril    | 19 de abril    |
| 4      | Circuito de Mônaco, Monte Carlo           | 4 de junho     | 7 de junho     |
| 5      | Circuito de Barcelona-Catalunha, Montmeló | 12 de junho    | 14 de junho    |
| 6      | Red Bull Ring, Spielberg                  | 26 de junho    | 28 de junho    |
| 7      | Circuito de Silverstone, Silverstone      | 3 de julho     | 5 de julho     |
| 8      | Circuito de Spa-Francorchamps, Stavelot   | 17 de julho    | 19 de julho    |
| 9      | Hungaroring, Mogyoród                     | 24 de agosto   | 26 de agosto   |
| 10     | Circuito de Monza, Monza                  | 4 de setembro  | 6 de setembro  |
| 11     | Circuito de Madring, Madri                | 11 de setembro | 13 de setembro |
| 12     | Circuito Urbano de Bacu, Bacu             | 25 de setembro | 27 de setembro |
| 13     | Circuito Internacional de Lusail, Lusail  | 27 de novembro | 29 de novembro |
| 14     | Circuito de Yas Marina, Abu Dhabi         | 4 de dezembro  | 6 de dezembro  |
| Fonte: |                                           |                |                |